# 1824年美国总统选举
1824年美国总统选举在1824年10月26日至1824年12月2日举行。约翰·昆西·亚当斯在1825年2月9日最终当选为第6任美国总统，但亚当斯并不是当时得票最多的总统候选人，当时安德鲁·杰克逊得票最多卻没有当选，因为根据美国宪法第十二修正案，只有竞选人赢得絕對多数的选举人团票才可以当选，但当时四位候选人没有一人票数过半。因此依憲法規定交付眾議院，由代表24個州多數黨的24名眾議員，針對選舉人票最多的前三名候選人進行权变选举，結果亞當斯獲得13票，超前傑克遜的7票、庫勞福德的4票，使亞當斯當選總統。是次選舉，成为在宪法第十二修正案通过以后，唯一一个总统由众议院投票产生的选举。

## 本次選舉背景与原因

### 美国宪法第十二条修正案
美国宪法第十二修正案对于宪法第二条，第一款，第三节中有关美国总统和副总统的选举事项作出了重大修正。该修正案由国会于1803年12月9日提出，并且于1804年6月15日被国家立法机关批准。
第十二修正案对美国总统和副总统选举的具体程序作了更改，但并没有改变选举人团在这一程序中的地位。根据第十二修正案，选举人需要对总统和副总统人选分开进行投票，而不是只是投两票来选择总统。同时修正案中的居住地条款也规定，一位选举人投票支持的总统和副总统人选中，至少要有一位是（可以两位都是）不同州的居民。修正案还明确规定“依宪法无资格担任总统的人，也无资格担任合众国副总统”。
第十二修正案规定，一个人如果要被选为总统或副总统，仍然需要获得多数票。当没有任何人赢得多数票时，由众议院（各州投票选出、与原程序有着相同法定人数要求）负责选出一个总统。修正前，众议院需要从得票最高的五位候选人中选出这位总统。第十二条修正案之后的选举中，众议院需要从得票最高的三位候选人中选出这位总统。
从1804年的选举开始，每次的总统选举都按照第十二条修正案的要求进行。从那时起，只有一次由众议院选择总统，即1824年总统选举。

#### 第一政党系统
1792年到1824年美国的政党系统被其政治学家和历史学家称为第一政党体系。
它的特点在于存在两个国家级政党——亚历山大·汉密尔顿创建的联邦党以及托马斯·杰斐逊和詹姆斯·麦迪逊组建的民主共和党——竞争抢夺对总统职位、议会席位和国家实际事务的控制权。1800年前，联邦党占优势；1800年之后，民主共和党占优势。
联邦党获得许多商界人士支持，而民主共和党获得了许多农民的支持。
在拿破仑战争胜利和1812年战争的协商解决后，联邦党意图再次引入贵族政治的可能性消失了，自1815年之後舒适时代取代了高压政治的时代，虽然个人政治和派系纷争仍时有愈演愈烈的趋势，但是美国人不再以政党为标准划分并且认识自我了。
在舒适时代期间，随着联邦党的衰落和民主共和党的内部分歧，使第一政党体系完全瓦解了。

#### 联邦党
联邦党是美国第一个政党，主要存在于1790年到1815年的第一政党体系时代。联邦党对于联邦政府的控制在1801年结束，但其势力仍持续影响至1820年代。
该党由亚历山大·汉密尔顿成立，汉密尔顿在乔治·华盛顿的第一任期期间获取了来自城市银行家和商人对其财经政策的支持，这些支持财经稳定和国家主义政府的人发展成了联邦党。
美国唯一一个成为总统的联邦党人是约翰·亚当斯，尽管乔治·华盛顿支持联邦党提出的一些计划，但他在任总统期间一直保持无党派身份。
联邦党的政策是计划要成立一个国家银行，确立关税以及建立和英国的良好关系。汉密尔顿创造出了“默示权力”这一概念，并且成功地说明了这一概念对美国宪法进行的新阐释是完全可行的。
他们的政治对手是由托马斯·杰斐逊和詹姆斯·麦迪逊领导的民主共和党。民主共和党谴责了联邦党的大多数政策，特别是对于银行和默示权力。他们激烈地攻击了《杰伊条约》，认为它是将共和政体的价值出卖给英国君主制的表现。然而，《杰伊条约》通过了，并且实际上联邦党赢得了18世纪90年代最主要的立法之争。他们在美国的部分城市以及新英格兰地区都有坚实的基础。
而民主共和党作为立足南方农村地区的政党，于1800年在激烈争夺后赢得了选举。从此以后，联邦党人再也没能夺回权力。
联邦党人通过对1812年战争的激烈反对赢回了一些力量，但在1815年之后他们的影响力几乎完全消失。

#### 民主共和党
民主共和党是美国建国早期的一个政党。由托马斯·杰斐逊和詹姆斯·麦迪逊在1790年代创建。民主共和党的对立政党是联邦党。与联邦党相比，民主共和党更强调各州的权力，并且重视自耕农的权益，反对君主主义。主要支持地区是西部和南部。民主共和党可被视为民主党的前身。
1816年到1824年间，由于联邦党的衰落，民主共和党一党独大，形成了美国政治史上的和谐时期。但民主共和党在党内已经出现了两个派别：一派是代表北部和中部工商业者的民主共和党人；另一派就是代表南部种植园主的民主共和党人。

#### 1820年总统选举
1820年前，尽管一党政治延续多年，但在1820年选举期间，严重的问题出现了；美国在1819年的经济恐慌后经历了普遍的经济萧条，而就奴隶制在新领土的扩展问题而产生的重大分歧也成为人们关注的焦点。尽管詹姆斯·门罗没有获得所有的选票，但在再选过程中没有反对党和与之竞争的参选人。
1820年美国总统选举是第九次的总统选举，于1820年11月1日（星期三）至12月6日（星期三）期间进行，总统詹姆斯·门罗和副总统丹尼尔·汤普金斯在无需任何激烈的竞选下再次当选，这次选举是美国历史上第三次也是最后一次选举过程效率极高、没有反对意见的总统选举；之前的两次是1789年和1792年选举，乔治·华盛顿在无反对的情况下顺利当选。

### 战争

#### 拿破仑战争
拿破仑战争是反法联盟反对拿破仑一世的法兰西帝国的一系列战争。作为1789年法国大革命的继续，这些战争主要通过大规模强征入伍，向欧洲灌输革命思想，摧毀封建制度，并且以前所未有的规模产生影响。随着拿破仑帝国对欧洲的大范围征服，法国的力量快速增强，但在1812年法国入侵俄国失败后，其力量迅速崩塌。拿破仑帝国最终承受完全的军事失败，导致了波旁王朝在法国的复辟，但也促进了欧洲概念的产生。
在拿破仑战争中，英国和法国为欧洲霸权而战。美国试图在拿破仑战争期间保持中立，但最终仍被卷入欧洲纷争而导致了1812年战争。

#### 1812年英美战争（蹄铁湾之役、新奥尔良战役）
1812年，美国与不列颠帝国及其印度同盟开始了长达32个月的军事冲突。战争并没有改变英美间的领土关系，但是解决了美国独立战争以来的许多争议。
由于英国的大多数陆海军都在欧洲参与拿破仑战争，所以在1814年前一直保持守势。1814年4月6日，拿破仑战败后，英国开始采取攻势。
美国对英宣战理由包括：
1.英法持续战争带来的英对美贸易限制；
2.美国运船被英国皇家海军强制征用；
3.英国支持印第安人部落对抗美国领土扩展；
4.美国在公海地区受到来自英国的羞辱，国家荣誉受损，为此人民感到非常愤怒；
5.还有可能：美国对加拿大的吞并意图。
安德鲁·杰克逊将军在1814年蹄铁湾之役（Battle of Horseshoe Bend）中击退马斯科吉族人（此时美国处于优势），还在1815年新奥尔良战役中击退英国军队（本战役前，拿破仑战争结束，美国处于劣势）。
新奥尔良战役发生于1815年1月8日，是1812年战争中的最后一场大战役。在少将安德鲁·杰克逊的带领下，美国军队战胜了企图进攻新奥尔良的英国军队，并且通过路易斯安那购买案获得了大片领土。杰克逊通过这场战役成为国民英雄。然而新奥尔良地区恰是克莱所控制的西部地区的强大竞争对手，克莱是不会愿意让杰克逊这一竞争对手成为总统。

### 时代特点：舒适时代

#### 正面
在美国政治史上，舒适时代标志着一个特殊的时期，在这一时期，美国人民在拿破仑战争的余波下展现出强烈的国家意志和对团结的期望。1812年战争末尾，胜利气氛席卷全国，由此狂喜取代了联邦党人和民主共和党人、北方和南方之间以及东西海岸城市之间的激烈政治分歧，从1815年开始舒适时代。
1816年詹姆斯·门罗在接受总统提名时，出于促进国家团结和减少国家政治中的党派成分的目的，努力淡化党派从属对提名的影响。这个时期与门罗的总统任期（1817年至1825年）和管理目标关系十分紧密，因此后世亦常用他的名字来指代这一时期。 

#### 反面
在这一时期，尽管美国经历着与英国战后的发展和繁荣，却也经历了发展中的美国所经历的第一次经济问题。从亨利·克莱（1824年总统候选人之一）的美国体系可以看出，随着第一次金融危机的到来，保护性关税和给予美国第二银行特权使南北间的紧张局势愈加复杂。因为这一时期的政治混乱、经济因素引起了南北之间的仇恨，所以“舒适时代”这一名称通常被视为带有讽刺意味。
这个时代见证了联邦党的瓦解，以及联邦党与占统治地位的民主共和党之间的激烈党派之争的结束。
由于联邦党在1814至1815年之间的哈特福會議上惨败，双方之间的政治敌意有所缓和。民主共和党雖長期统治，但实际上它的影响力在全国范围内的大多数州都不起作用。
这个时代见证了对于“联邦在国家发展和繁荣的重要领域的永久角色”这一展望的全国化趋势。前总统詹姆斯·麦迪逊和民主共和党人经历战争的磨砺后，开始赞同联邦党人的机构和计划以作权宜之计，并且准备在约翰·卡尔豪（1824年总统候选人之一）和亨利·克莱主张的美国体系的支持下将联邦党人的提议合法化。

### 政见分歧

#### 奴隶制问题: 密苏里妥协案
1820年，美国国会中的拥奴派和废奴派达成共识，通过了密苏里妥协。
本妥协案主要包含了对于西部领土上奴隶制的规定。它规定在北纬36度30分以北的前路易斯安那区域禁止奴隶制，但不包括被提议的密苏里州州界之内的地区。为了平衡“蓄奴州”和“自由州”的数量，曾经是马塞诸塞州的北部地区被单独划为一个自由州——缅因州。
对于在新的西部州拥奴和废奴的争议，显示了南北各州在国会中的权力争斗，和对未来领土控制权的争夺。随着相同的纷争发生在党派内部，民主共和党开始失去团结与一致。
安德鲁·杰克逊是拥奴派中坚定的一员。而亨利·克莱是温和的蓄奴派。最多时，克莱家中有60多个黑奴，但是他在遗嘱中解放了家中奴隶。1803年，克莱被选为肯塔基州立法机关的费耶特县代表。作为一位立法者，他主张对美国宪法进行灵活的解释，并且最先提出了在肯塔基州逐步解放黑奴（虽然当时的政治现实迫使他放弃该立场）。约翰·昆西·亚当斯（1824年总统候选人之一）长期强烈反对奴隶制。随着他对奴隶制越发痛恨，亚当斯开始成为反对奴隶制者的领导人。他还预测到了内战的发生和总统运用宣战权废除奴隶制的未来。

#### 美国体系
美国体系（American System），是由辉格党和许多主要政治家（包括亨利·克莱，约翰·卡尔·霍恩，约翰·昆西·亚当斯）提出的寻求增强国家力量并且团结国家人民的一项计划。它源自亚历山大·汉密尔顿的“国民体系”概念。这一计划主要由三个相互支持的部分组成：征收关税以保护促进美国工业发展；建立国家银行以培育商业；联邦对公路、隧道和其他促进农业市场可盈利性的“内部发展”进行补贴支持。
这一体系是联邦主义的另一种形式：
1.支持保护美国工业和获得联邦政府税收收入的高关税政策
2.保持公共用地的高价格来获得联邦政府税收收入
3.保留美国银行，以稳定通货，控制处境危险的州建立地方银行
4.发展以关税和土地收入支撑的内部发展系统（如公路、隧道），以团结国家。
克莱是这一计划最早的支持者，并于1824年第一次使用“美国体系”一词。亨利·克莱在1812年战争后，美国国家主义高涨的时刻，设计了美国体系。这仍然是历史上意义最为重大的、由政府进行的、旨在使国家农业商业和工业更为和谐平衡的投资计划之一。亨利·克莱认为这样密切的国内经济相依关系会防止美国经济从属于自由放任的英国体系。
国会通过了美国体系。美国第二银行于1816年重建并持续了20年。高关税政策从汉密尔顿时期开始，持续到1832年。然而，由于1830年，杰克逊总统否决了旨在允许联邦政府购买收费高速公路公司的股票的法案，因而阻碍了建造列克星敦（Lexington）和俄亥俄河（Ohio River）之间的公路，内部发展系统一直没有获得足够的资金支持。亨利·克莱虽然没有完全成功所有的美国体系构想，但他对这一计划感到自豪。

#### 美国第二银行
1812年战争期间，地方银行蓬勃发展，加剧货币秩序混乱。1816年，美国第二银行在费城成立，1817年1月开始运作，并且延续了20年。
安德鲁·杰克逊公开表示反对美国第二银行。他的理由是，1) 宪法并不允许成立联邦银行（老杰斐逊党人的观点）；2) 银行发行货币对于经济的健康发展是不利的。美国第二银行的主要支持者是亨利·克莱。后来在1832年选举中，两人的分歧再现。杰克逊准确预计了大众的观点，因而赢得了压倒性的胜利，同时证实了亨利·克莱的担忧。

#### 宗教第二次大觉醒
第二次大覺醒是19世纪美国的一场基督教复兴运动。这次运动约开始于1790年，发展于1800年，并在1820年后在浸礼宗和循道宗中间快速增长。1840年代，它开始走向没落。它被称为是对怀疑论、自然神论和理性基督教的回应。不过对于这些因素为何在当时那么让他们忧虑以致引发复兴，人们并不十分理解。第二次大觉醒促成了许多在预言的第二次耶稣降临前，旨在拯救腐化社会的改革运动。第二次大觉醒也鼓励了许多奴隶追求自由。
安德鲁·杰克逊属于长老教会，而亨利·克莱属于美國圣公会。

## 总统候选人以及党派

### 总统候选人介绍
威廉·哈里斯·克劳福德，民主共和党成员，曾任美国参议员（1807年-1813年）、美国战争部长（1815年-1816年）和美国财政部长（1816年-1825年）。
约翰·昆西·亚当斯，民主共和党成员，他是第二任总统约翰·亚当斯及第一夫人爱比盖尔·亚当斯的长子。他二十岁就成了有名的外交官，曾出使欧洲多年，熟悉欧洲事务。1817年门罗总统上台以后，亚当斯被任命为国务卿，任职八年，曾协助起草《門羅宣言》，解决与英国的许多纠纷，从西班牙手中取得佛罗里达，因此，被认为是美国历史上“最有成就的国务卿之一”。
亨利·克莱，民主共和党成员，美国参众两院历史上最重要的政治家与演说家之一。輝格黨的创立者和领导人。美国经济现代化的倡导者。曾任美国国务卿。
安德鲁·杰克逊，民主共和党成员，首任佛罗里达州州长、纽奥良之役战争英雄、民主黨创建者之一，“杰克逊民主”因他而得名。在美国政治史上，19世纪20年代与30年代的第二政党体系以他为极端的象征。
约翰·卡德威尔·卡尔霍恩，民主共和党成员，南卡罗来纳州人。他是19世纪前半叶最著名的美国政治家之一。
| 州         | 总统候选人      | 职位       |
| ---------- | --------------- | ---------- |
| 马萨诸塞州 | 昆西·亚当斯     | 国务卿     |
| 肯塔基州   | 亨利·克莱       | 众议院议长 |
| 田纳西州   | 安德鲁·杰克逊   | 参议员     |
| 佐治亚州   | 威廉·H·克劳福德 | 财政部长   |

### 党派介绍
民主共和黨是美国建国早期的兩大政党之一。由托马斯·杰斐逊和詹姆斯·麦迪逊在1790年代创建。民主共和党的对立政党是联邦党。与联邦党相比，民主共和党更强调各州的权力，并且重视自耕农的权益，反对君主主义。主要支持地区是西部和南部。民主共和党可被视为今日美国两大党派中民主党的前身。
1816年到1824年间，由于联邦党的衰落，民主共和党一党独大，形成了美国历史上的“和谐时期”。但党内已经出现了两个派别：一派是代表北部和中部工商业者的民主共和党人；另一派就是代表南部种植园主的民主共和党人。

## 普选过程及结果
1824年总统选举時，联邦党早已瓦解。美国当时只有一个政党——民主共和党，但该党内部已经出现两个派别：一派以亚当斯为代表，另一派以杰克逊为代表。
大选在开始一共有五个候选人，他们分别是曾任参议员、众议员、州最高法院法官以及州民兵少将的安德鲁·杰克逊、时任国务卿的约翰·昆西·亚当斯、时任美国财政部长的威廉·H·克劳福德，身为美国众议院院长的亨利·克莱，和当时的战务部长约翰·卡德威尔·卡尔霍恩。但是在后来约翰·卡德威尔·卡尔霍恩退出了大选，依靠安德鲁·杰克逊的帮助当选为第七任美国副总统， 所以总统就在其他四人之中产生。虽然他们全都来自民主共和党，但是他们却都有着自己不同的政见。这也为后来民主共和党分裂为民主党和共和党奠定了基础。
选举期间，克劳福德突患中风卧病在床，行动不便，无法与人正常交流。当时，虽然候选人是不用当众演讲的，但是他们的确需要花很多的时间写东西给他们的支持者看。克劳福德在普选中位居第四，在选举团选举中位居第三。克莱的支持者来源于美国的中部和南部，但是其实在那个区域更多的人支持杰克逊。克莱最终只赢得了三个西部州的支持，他在普选中位居第三，在选举团选举中位居第四。亚当斯获得了纽约和西北部各州的支持，他在普选和选举团选举中都位居第二名。杰克逊赢得了美国中部和南部的支持，最终在普选和选举团选举中胜出。在那次的选举团选举中，杰克逊得到99张，亚当斯84张，克劳福德44张，而克莱为37张。虽然杰克逊得到了99张选举人票，排名第一，但根据美国宪法，杰克逊并不能当选为总统。
美国总统选举实行选举人团制度間接选举产生，选举人团制度规定，美国总统由各州议会选出的选举人团选举产生，而不是由选民直接选举产生。总统候选人获得全国過半數选举人票才可当选，由于杰克逊的票数并不符合这一规定，所以无法成为总统。根据美国宪法，如果所有的候选人得票均未达到选举人票的一半以上，总统由众议院在得票最多的前3名候选人中选举产生。
| 总统候选人             | 党派         | 祖籍         | 普选（a）    | 普选（a）    | 选举人团选举票数 |
| 总统候选人             | 党派         | 祖籍         | 票数         | 百分比       | 选举人团选举票数 |
| ---------------------- | ------------ | ------------ | ------------ | ------------ | ---------------- |
| 安德鲁·杰克逊          | 民主共和党   | 田纳西州     | 151,271      | 41.4         | 99               |
| 约翰·昆西·亚当斯       | 民主共和党   | 马萨诸塞州   | 113,122      | 30.9         | 84               |
| 威廉·H·克劳福德        | 民主共和党   | 佐治亚州     | 40,856       | 11.2         | 41               |
| 亨利·克莱              | 民主共和党   | 肯塔基州     | 47,531       | 13.0         | 37               |
| 马萨诸塞州未承诺选举人 | -            | -            | 6,616        | 1.8          | 0                |
| 其他                   | 其他         | 其他         | 6,437        | 1.8          | 0                |
| 总数                   | 总数         | 总数         | 365,833      | 100.0        | 261              |
| 获胜所需票数           | 获胜所需票数 | 获胜所需票数 | 获胜所需票数 | 获胜所需票数 | 131              |

a.普选数据不包括特拉华州，佐治亚州，路易斯安那州，纽约州，南卡罗来纳州和佛蒙特州。在这些州中，选举人是由州立法机关选出而不是通过普选产生的。
|               |              | 安德鲁·约翰逊 民主共和党人 | 安德鲁·约翰逊 民主共和党人 | 安德鲁·约翰逊 民主共和党人 | 昆西·亚当斯 民主共和党人 | 昆西·亚当斯 民主共和党人 | 昆西·亚当斯 民主共和党人 | 亨利·克莱 民主共和党人 | 亨利·克莱 民主共和党人 | 亨利·克莱 民主共和党人 | 威廉·h·克劳福德 民主共和党人 | 威廉·h·克劳福德 民主共和党人 | 威廉·h·克劳福德 民主共和党人 | 州总票数 | 州总票数 |  |
| 州            | 选举人团选举 | #                          | %                          | 选举人团选举               | #                        | %                        | 选举人团选举             | #                      | %                      | 选举人团选举           | #                            | %                            | 选举人团选举                 | #        |          |  |
| ------------- | ------------ | -------------------------- | -------------------------- | -------------------------- | ------------------------ | ------------------------ | ------------------------ | ---------------------- | ---------------------- | ---------------------- | ---------------------------- | ---------------------------- | ---------------------------- | -------- | -------- |  |
| 亚拉巴马州    | 5            | 9,429                      | 69.32                      | 5                          | 2,422                    | 17.80                    | -                        | 96                     | 0.71                   | -                      | 1,656                        | 12.17                        | -                            | 13,603   | AL       |  |
| 康涅狄格州    | 8            | 没有进行投票               | 没有进行投票               | 没有进行投票               | 7,494                    | 70.39                    | 8                        | 没有进行投票           | 没有进行投票           | 没有进行投票           | 1,965                        | 18.46                        | -                            | 10,647   | CT       |  |
| 特拉华州      | 3            | 没有进行普选               | 没有进行普选               | 没有进行普选               | 没有进行普选             | 没有进行普选             | 1                        | 没有进行普选           | 没有进行普选           | 没有进行普选           | 没有进行普选                 | 没有进行普选                 | 2                            | -        | DE       |  |
| 佐治亚州      | 9            | 没有进行普选               | 没有进行普选               | 没有进行普选               | 没有进行普选             | 没有进行普选             | 没有进行普选             | 没有进行普选           | 没有进行普选           | 没有进行普选           | 没有进行普选                 | 没有进行普选                 | 9                            | -        | GA       |  |
| 伊利诺伊州    | 3            | 1,272                      | 27.23                      | 2                          | 1,516                    | 32.46                    | 1                        | 1,036                  | 22.18                  | -                      | 847                          | 18.13                        | -                            | 4,671    | IL       |  |
| 印第安纳州    | 5            | 7,343                      | 46.61                      | 5                          | 3,095                    | 19.65                    | -                        | 5,315                  | 33.74                  | -                      | 没有进行投票                 | 没有进行投票                 | 没有进行投票                 | 15,753   | IN       |  |
| 肯塔基州      | 14           | 6,356                      | 27.23                      | -                          | 没有进行投票             | 没有进行投票             | 没有进行投票             | 16,982                 | 72.77                  | 14                     | 没有进行投票                 | 没有进行投票                 | 没有进行投票                 | 23,338   | KY       |  |
| 路易斯安娜州  | 5            | 没有进行普选               | 没有进行普选               | 3                          | 没有进行普选             | 没有进行普选             | 2                        | 没有进行普选           | 没有进行普选           | 没有进行普选           | 没有进行普选                 | 没有进行普选                 | 没有进行普选                 | -        | LA       |  |
| 缅因州        | 9            | 没有进行投票               | 没有进行投票               | 没有进行投票               | 10,289                   | 81.50                    | 9                        | 没有进行投票           | 没有进行投票           | 没有进行投票           | 2,336                        | 18.50                        | -                            | 12,625   | ME       |  |
| 马里兰州      | 11           | 14,523                     | 43.73                      | 7                          | 14,632                   | 44.05                    | 3                        | 695                    | 2.09                   | -                      | 3,364                        | 10.13                        | 1                            | 33,214   | MD       |  |
| 马萨诸塞州    | 15           | 没有进行投票               | 没有进行投票               | 没有进行投票               | 30,687                   | 72.97                    | 15                       | 没有进行投票           | 没有进行投票           | 没有进行投票           | 没有进行投票                 | 没有进行投票                 | 没有进行投票                 | 42,056   | MA       |  |
| 密西西比州    | 3            | 3,121                      | 63.77                      | 3                          | 1,654                    | 33.80                    | -                        | 没有进行投票           | 没有进行投票           | 没有进行投票           | 119                          | 2.43                         | -                            | 4,894    | MS       |  |
| 密苏里州      | 3            | 1,166                      | 33.97                      | -                          | 159                      | 4.63                     | -                        | 2,042                  | 59.50                  | 3                      | 32                           | 0.93                         | -                            | 3,432    | MO       |  |
| 新罕布什尔州  | 8            | 没有进行投票               | 没有进行投票               | 没有进行投票               | 9,389                    | 93.59                    | 8                        | 没有进行投票           | 没有进行投票           | 没有进行投票           | 643                          | 6.41                         | -                            | 10,032   | NH       |  |
| 新泽西州      | 8            | 10,332                     | 52.08                      | 8                          | 8,309                    | 41.89                    | -                        | 没有进行投票           | 没有进行投票           | 没有进行投票           | 1,196                        | 6.03                         | -                            | 19,837   | NJ       |  |
| 纽约州        | 36           | 没有进行普选               | 没有进行普选               | 1                          | 没有进行普选             | 没有进行普选             | 26                       | 没有进行普选           | 没有进行普选           | 4                      | 没有进行普选                 | 没有进行普选                 | 5                            | -        | NY       |  |
| 北卡罗来纳州  | 15           | 20,231                     | 56.03                      | 15                         | 没有进行投票             | 没有进行投票             | 没有进行投票             | 没有进行投票           | 没有进行投票           | 没有进行投票           | 15,622                       | 43.26                        | -                            | 36,109   | NC       |  |
| 俄亥俄州      | 16           | 18,489                     | 36.96                      | -                          | 12,280                   | 24.55                    | -                        | 19,255                 | 38.49                  | 16                     | 没有进行投票                 | 没有进行投票                 | 没有进行投票                 | 50,024   | OH       |  |
| 宾夕法尼亚州  | 28           | 35,929                     | 76.04                      | 28                         | 5,436                    | 11.50                    | -                        | 1,705                  | 3.61                   | -                      | 4,182                        | 8.85                         | -                            | 47,252   | PA       |  |
| 罗得岛州      | 4            | 没有进行投票               | 没有进行投票               | 没有进行投票               | 2,145                    | 91.47                    | 4                        | 没有进行投票           | 没有进行投票           | 没有进行投票           | 200                          | 8.53                         | -                            | 2,345    | RI       |  |
| 南卡罗来纳    | 11           | 没有进行普选               | 没有进行普选               | 11                         | 没有进行普选             | 没有进行普选             | 没有进行普选             | 没有进行普选           | 没有进行普选           | 没有进行普选           | 没有进行普选                 | 没有进行普选                 | 没有进行普选                 | -        | SC       |  |
| 田纳西州      | 11           | 20,197                     | 97.45                      | 11                         | 216                      | 1.04                     | -                        | 没有进行投票           | 没有进行投票           | 没有进行投票           | 312                          | 1.51                         | -                            | 20,725   | TN       |  |
| 佛蒙特州      | 7            | 没有进行普选               | 没有进行普选               | 没有进行普选               | 没有进行普选             | 没有进行普选             | 11                       | 没有进行普选           | 没有进行普选           | 没有进行普选           | 没有进行普选                 | 没有进行普选                 | 没有进行普选                 | 35,031   | VT       |  |
| 维吉尼亚      | 24           | 2,975                      | 19.35                      | 24                         | 3,419                    | 22.24                    | -                        | 419                    | 2.73                   | -                      | 8,558                        | 55.68                        | 24                           | 15,371   | VA       |  |
| 总票数:       | 261          | 151,363                    | 41.36                      | 99                         | 113,142                  | 30.92                    | 84                       | 47,545                 | 12.99                  | 37                     | 41,032                       | 11.21                        | 41                           | 365,928  | US       |  |
| 获胜须得票数: | 148          |                            |                            |                            |                          |                          |                          |                        |                        |                        |                              |                              |                              |          |          |  |

## 众议院选举

### 众议院选举的过程及结果
选举美国总统的任务落到了众议院的肩膀上。根据美国宪法第十二修正案，只有选举人选票结果占前三名的候选人有资格成为众议院选举的候选人，他们是安德鲁·杰克逊、约翰·昆西·亚当斯、威廉·H·克劳福德，而身为美国众议院议长的亨利·克莱排行第四，因此没有入围众议院选举的资格。

因此，
总统选举最终结果的关键在于两点：
第一，原本最为支持克莱的各州（包括肯塔基州、密苏里州和俄亥俄州）会把选票转移给谁；
第二，在伊利诺斯州、路易斯安那州、马里兰州和新泽西州，三位候选人势均力敌，这几个州的选票最终花落谁家。
亚当斯一方面要从这7个州中获得6个州的支持，另一方面还要保证自己依然获得新英格兰地区6个州以及纽约州的支持，才能被选为总统。而对于杰克逊来说，事情就简单多了，由于他在选举团选举中已经赢得了11个州的支持，他只要再得到2个州的支持就能荣登总统之位。在众议院选举的阶段，杰克逊有两个巨大的优势：第一，杰克逊势头正劲，卡尔豪与他相比毫无竞争力，而他又在公民普选和选举团选举中都获得了多数票；第二，依据公民普选的结果，在原本最为支持克莱的各州中，杰克逊的支持率都是紧跟克莱之后，稳居第二。
然而，随着克莱决定将自己的支持者转移给亚当斯，杰克逊没能笑到最后。1825年2月9日，亚当斯在众议院进行第一轮投票后被选为美国总统，共获得众议院中13个州的支持。在他之后，杰克逊获得7票，克劳福德仅获4票。这一结果对于无论是在公民普选中还是在选举团选举中都占有优势的杰克逊来说，无疑是一个巨大的打击。

### “可耻的分赃”
亚当斯任命克莱担任国务卿一职。由于亚当斯和在他之前的三位总统均曾经担任国务卿一职，亚当斯总统任命克莱担任此职，实际上是确定了克莱的总统继承人地位。杰克逊和他愤怒的追随者们控诉说这是场“可耻的分赃”。然而，除了一些历史传闻，很少有确切的史实来证明这种观点的可信性。据亚当斯所说，他与克莱在此事上并没有做出过任何承诺，而克莱的一系列行为也表示，他将自己的支持者转移给亚当斯是基于多方面的原因。
首先，克莱十分厌恶杰克逊，他评论杰克逊说：“安德鲁·杰克逊只是在新奥尔良杀了2,500个英国人，我真不能相信这竟然能成为别人判定他足以胜任多样、困难、复杂的首席地方执行掌管这种重任的理由。”在克莱写给弗朗西斯·P·布莱尔的一封信中（信上的日期是1825年1月8日），他阐释了自己对于亚当斯的偏爱以及支持亚当斯当选总统的决心。克莱担心如果是杰克逊在最后当选，作为军事领袖的他会给政府带来危害。克莱表示，他的朋友们认为如果亚当斯当选，克莱就会更有可能成为下一届总统。他们在投票时更倾向于亚当斯就是出于这样的考虑。然而就他本身来说，他对于亚当斯的支持完全是为了公众的利益。
其次，在对于关税以及内部发展的立场上，与杰克逊和克劳福德相比，亚当斯的政治观点与克莱更为接近。在1825年元旦的一次公开的宴会上，克莱坐在亚当斯的身边并悄悄对他说自己希望能和他私下见面并进行一次秘密的会谈。在1月9日，亚当斯收到了克莱的一张字条，克莱在字条上表示如果亚当斯同意的话，他会在晚上前来拜访。亚当斯和克莱在晚上进行了一次长达三个小时的对话，他们探讨了之前存在于两人之间的分歧，他们当前的政治观点，以及他们对于未来的期待。关于总统选举一事，克莱告诉亚当斯说，在这次全面的对话之后，他已经下定决心支持亚当斯。
当克莱支持亚当斯的决心被公诸于众的时候，克莱受到了杰克逊、克劳福德和卡尔豪的朋友们的攻击，但是他表示并不会为此做出改变，因为这种改变是与他的职责相背离的。当被问及这种决定是否与可能的内阁任命有关时，克莱表示他并不想要一官半职，也不知道如果亚当斯当选，到底会不会对自己委以重任。然而，克莱很确定如果他接受了亚当斯的任命，肯塔基州和伊利诺斯州的支持者会对此行为表示充分肯定。
在亚当斯当选之后，当他真的提出希望由克莱担任国务卿一职的时候，克莱选择接受这一职务，并且继续支持以亚当斯为首的政府。克莱心里十分清楚，拒绝担任这一职务对于消除那些不利于他的谣言没有任何帮助。
不管亚当斯和克莱如何澄清，杰克逊始终相信他们之间存在“可耻的分赃”，他和他的追随者们在随后4年的选战中充分利用了这一点，最终在1828年大选与亚当斯的再次交锋之时获得成功。
在目睹了1824年不尽人意的大选之后，马丁·范布伦、安德鲁·杰克逊等理念相近的政治家为了防止类次的情况在历史上再度重演，联手另組创立了全国性的政治组织——即今天的民主党。亚当斯和克莱則將民主共和黨和原聯邦黨合組為國民共和黨。